# Olmedilla de Alarcón (kommunhuvudort)
Olmedilla de Alarcón är en kommunhuvudort i Spanien.   Den ligger i provinsen Provincia de Cuenca och regionen Kastilien-La Mancha, i den centrala delen av landet, 160 km sydost om huvudstaden Madrid. Olmedilla de Alarcón ligger 842 meter över havet och antalet invånare är 145.
Terrängen runt Olmedilla de Alarcón är huvudsakligen platt, men norrut är den kuperad.  Trakten runt Olmedilla de Alarcón är nära nog obefolkad, med mindre än två invånare per kvadratkilometer. Närmaste större samhälle är Motilla del Palancar, 19,3 km öster om Olmedilla de Alarcón. Trakten runt Olmedilla de Alarcón består till största delen av jordbruksmark.